# Пединовка
Педи́новка (укр. Пединівка) — село в Звенигородском районе Черкасской области Украины.
Население по переписи 2001 года составляло 683 человека. Занимает площадь 4,42 км². Почтовый индекс — 20212. Телефонный код — 4740.

## История
По преданию первым жителем на территории современно села был казак Педан, от имени которого и пошло изначальное название села — Педановка. Уже после смерти казака, со временем, название преобразовалось в Пединовка.
Достоверные сведения о существовании села относятся к 1949 году, тогда оно имело уже весьма крупные размеры. Село отмечено среди прочих других из этой же местности в реестрах казаков войска запорожского, как то, жители которого поддержали Богдана Хмельницкого в национально-освободительном движении. Среди конкретных лиц, участников этого движения в документах того времени отмечены: Илья Тарасовский и Роман Пединенко.
Первая перепись населения в селе прошла в конце XIX века и было насчитано 2219 человек, среди которых: 1117 женщин, и 1102 мужчины. К тому времени село уже было волостным центром, объединявшим 8 соседних с ним сёл (Будище, Верещаки, Гнилец, Журавка, Майдановка, Морницы, Сегединцы).
На начало XX века в селе также существовали одноклассная церковно-приходская школа, в которой вместо парт использовались длинные лавки, соединённая в одном здании с домом проживания местного дьякона.
Во время Великой Отечественной войны на фронтах сражался 461 сельчанин. Из которых 146 погибли, а 58 были удостоены различных военных наград.
В 1970 годы в селе размещался колхоз "Дружба", в распоряжении которого были 1700 га сельскохозяйственных угодий, из которых 1400 пахотной земли. Колхоз специализировался на выращивании зерновых культур и сахарной свеклы. Было также хорошо развито рыбоводство и животноводство. Из промышленных предприятий действовал кирпичный завод. Из культурных объектов имелся клуб и библиотека с фондом в 7600 книг. Так же были школа-восьмилетка и фельдшерско-акушерский пункт.
В 2018 году заработал сайт села Пединовка.
В мае 2018 года крупная инвестиционная группа HN Capital заявила о намерении вложить в развитие инфраструктуры села Пединовка 16 млн. долларов.

## Местный совет
20212, Черкасская обл., Звенигородский р-н, с. Пединовка